# Туран (стадион, Нукус)
Стадион «Тура́н» (узб. «Turon» stadioni / «Турон» стадиони; каракалп. «Turan» stadionı / «Туран» стадионы) — многоцелевой стадион в городе Нукусе — столице Республики Каракалпакстан, являющейся автономной республикой в составе Узбекистана. Крупнейший и главный стадион Каракалпакстана, вмещает 9,300 зрителей. Назван в честь древнего исторического региона Туран. Является домашней ареной для местного футбольного клуба «Арал». Также на стадионе проводятся различные спортивные мероприятия и турниры, праздники и концерты.

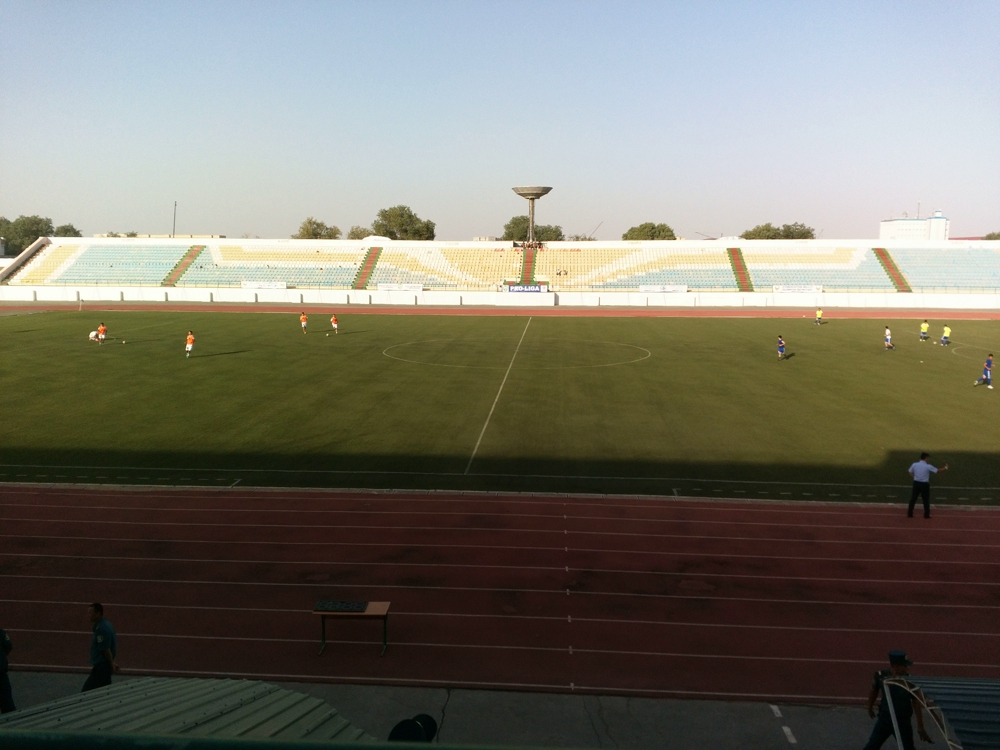
Футбольное поле стадиона «Туран»